# Dean Drako

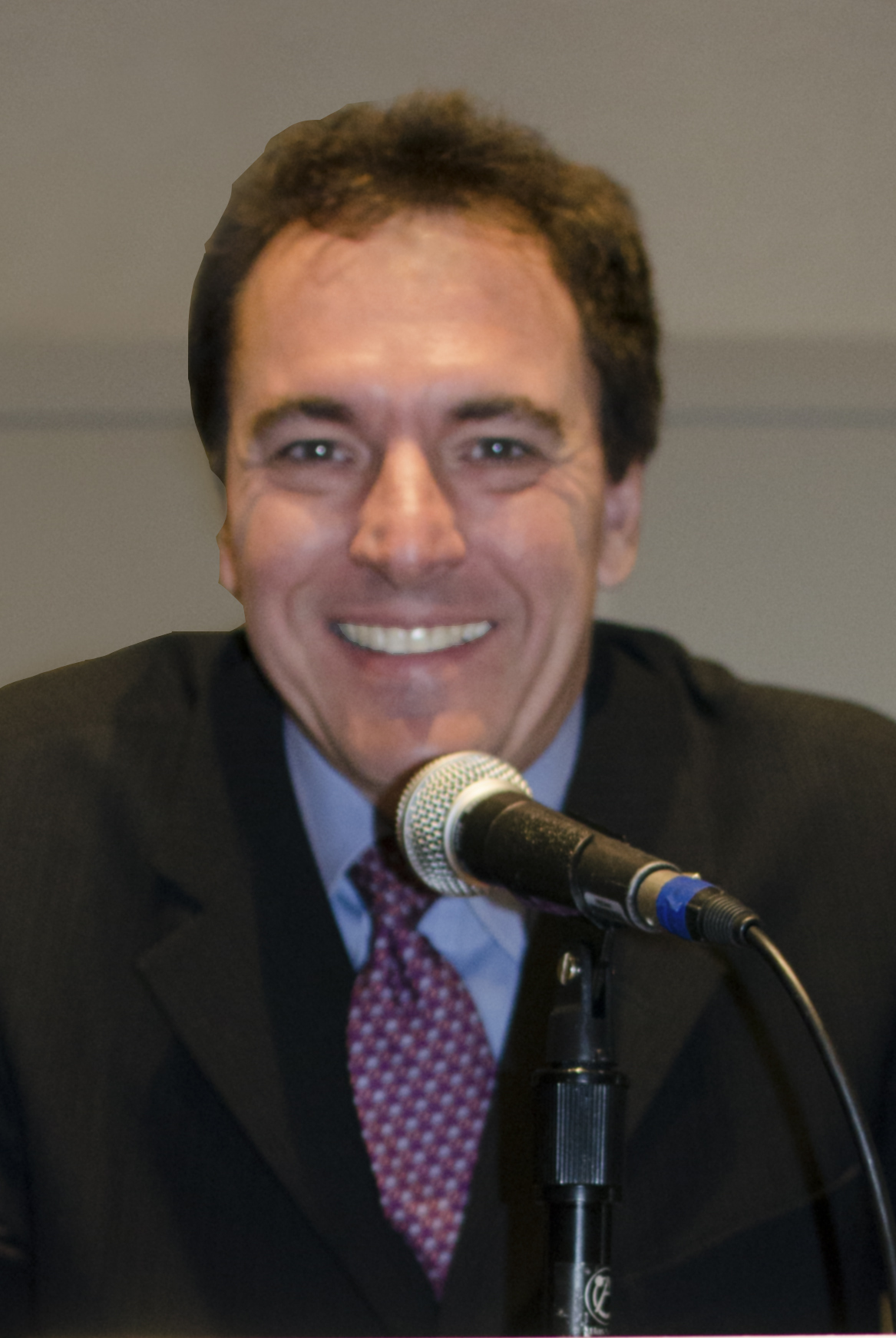
Dean Drako

Dean Drako ist ein US-amerikanischer Geschäftsmann.
Drako ist Mitbegründer, Präsident und CEO von Barracuda Networks (NYSE Ticker CUDA) von 2003 bis Juli 2012. Drako agiert auch als Business Angel.
Seit 2013 hält Drako 27 Patente, darunter Patente über Netzwerksicherheit, Netzwerkprotokolle, digitale Schaltungen, Software, biochemische Prozesse und Sportgeräte.

## Leben und Karriere
Drako machte seinen Bachelor-of-Science-Abschluss in Elektrotechnik an der University of Michigan sowie den Master of Science in Elektrotechnik an der UC Berkley.
Er hat insgesamt fünf Unternehmen gegründet. Seine erste, 1982 gegründete Firma hat ein Bulletin Board System-Software-Paket mit Name T-net verkauft. Mit den Gewinn aus der Firma hat Drako seine College-Ausbildung finanziert.
1992 gründete er die Firma Design Acceleration Inc. und waren deren CEO. 1999 verkaufte er das Unternehmen an Cadence Design Systems.
Drako war Gründer und CEO von Boldfish und Velosel.
Boldfish wurde 2003 Siebel Systems erworben.
2003 gründete Drako IC Manage. Er ist CEO und Präsident der Firma.
Drako hat zahlreiche Artikel über Open Source, Big Data und System-on-Chip-Design veröffentlicht.

### Barracuda Networks
2003 hat Drako Barracuda Networks gegründet und eine E-Mail-Spam und Viren-Appliance-Produktlinie eingeführt. Web-Filter Lastverteilung, E-Mail-Archivierung,
und digitale PBXs
waren andere Barracuda-Produktlinien, die während Drakos Amtszeit gestartet wurden.
Drako hat sechs Akquisitionen für Barracuda Networks ausgeführt: 2007 NetContinuum, eine Anwendung-Controller-Gesellschaft
2008 BitLeap Cloud-based backup services
und 3SP, ein SSL- und VPN Unternehmen;
2009 Yosemite Technologies, bei der Teilsicherung von Anwendung;
eine Mehrheitsbeteiligung an der phion AG
und Purewire Inc. ein Software as a Service Cloud-basiertes Web-Filterung und Sicherheitsunternehmen.
Drako hat 16 verschiedene Open-Source-Projekte unterstützt während der Ausführung von Barracuda mit Valgrind, Apache und Free Software Foundation.
Im Januar 2014 schätzte Forbes Drakos Barracuda-Aktien auf einen Wert von 340 Millionen US-Dollar.

### Eagle Eye Networks
Im Juli 2012 gründete Drako Eagle Eye Networks, ein Cloud-basiertes Video-Sicherheitsunternehmen.

## Auszeichnungen und Anerkennungen
- 1984 Finalist in der Westinghouse Science Talent Search für seine Solarenergieforschung.
- 2007 Entrepreneur des Jahres für Nordkalifornien für Networking und Kommunikation von Ernst & Young.[28]
- 2011 – während Drakos Amtszeit als CEO wurde Barracuda Networks auf Platz #2 der 2011 Besten Technologie Firma für die Arbeit von Business Insider.[29]